# Vũ Tùng
Vũ Tùng (1917 - 1965), tên thật là Nguyễn Văn Thọ, là một nhà cách mạng, nhà báo Việt Nam.

## Tiểu sử
Ông nguyên quán ở Bắc Ninh, nhưng sinh tại Thanh Hóa, nơi thân phụ làm việc.
Thuở nhỏ ông học ở quê, sau ra Hà Nội học Đại học dở dang, về làm việc tại nhà máy diêm Thanh Hóa. Tại đây ông tham gia đấu tranh đòi dân sinh, dân chủ, bị truy lùng, ông phải bỏ xứ vào sinh sống và hoạt động ở Sài Gòn. Tại đây ông làm báo, cộng tác với báo Justice (Công lý). Ông dần trở thành một cây bút trụ cột cho báo này với bút danh Vũ Tùng.
Sau khi Pháp tái chiếm Đông Dương, ông vẫn sống công khai tại Sài Gòn, tiếp tục hoạt động trong giới báo chí, với lập trường công kích chính sách thực dân cũ. Tháng 4 năm 1947, ông cùng các nhà báo tiến bộ, có xu hướng chống thực dân, đấu tranh đòi quyền độc lập thống nhất của Việt Nam như Phan Văn Thiết, Dương Tử Giang, Thiếu Sơn... bị chính phủ ly khai Nam Kỳ bắt giam một thời gian.
Năm 1948, ông làm liên lạc đưa ông Chesneaux - một đảng viên đảng Xã hội Pháp - ra chiến khu gặp các nhà lãnh đạo kháng chiến Nam Bộ. Trên đường đi ông bị bắt, ông Chesneaux bị trục xuất về Pháp. Sau đó ông được các tổ chức tiến bộ ở Pháp can thiệp nên được trả tự do.
Năm 1949, ông thoát ly ra chiến khu.
Năm 1954, ông được phân công ở lại Sài Gòn công tác, phụ trách báo chí công khai. Năm 1962, chính quyền Ngô Đình Diệm siết chặt kiểm soát báo chí, đồng thời theo dõi gắt gao ông vì đoán biết ông hoạt động cho Mặt trận Dân tộc Giải phóng miền Nam Việt Nam. Do vậy, ông tìm cách đào thoát lại ra chiến khu một lần nữa, được phân công phụ trách công tác tuyên huấn ở Trung ương Cục miền Nam. Khi Hội Nhà báo yêu nước và dân chủ miền Nam Việt Nam được thành lập, ông được bầu làm Chủ tịch.
Năm 1965, ông tử thương trong một cuộc càn quét lớn của Quân lực Việt Nam Cộng hòa vào vùng Hố Bò, Củ Chi, hưởng dương 48 tuổi.
Tên ông được đặt cho một con đường tại quận Bình Thạnh, Thành phố Hồ Chí Minh.